# The Power of Good-Bye
«The Power of Good-Bye» (с англ. — «Сила прощания») — 4-й сингл американской поп-певицы Мадонны с её альбома Ray of Light. Как сингл, песня вышла 22 сентября 1998 года. Как B-Side, была использована песня «Mer Girl». А в Великобритании, был добавлен ещё и A-Side — «Little Star». Лирика песни повествует о горечи расставания. Песня вдохновлена трип-хопом и имеет балладный тон.
У песни были положительные отзывы от критиков, которые приняли эту песню более серьёзно, чем её предыдущие баллады. Песня была успешна в мире, но она не повторила успех таких синглов, как «Ray of Light» и «Frozen». В мексиканском чарте песня достигла 1-й позиции. В австралийском чарте песня заняла 4-ю позицию. В США песня заняла 11 позицию в Billboard hot 100. В Великобритании песня достигла 6-й позиции.

## Выпуск
В Британии, «The power of goodbye» была выпущена на двойном сингле, совместно с композицией «Little Star». В остальной Европе песня была на B-side. Также в некоторые европейские издания включили несколько экспериментальных ремиксов на «Little Star» и один ремикс Далласа Остина, который ранее работал с певицей над альбомом «Bedtime Stories».

## Критика
В целом, критика была положительной, а некоторые назвали эту песню «одной из самых серьёзных баллад Мадонны». PopMasters заявил, что эту песню, совместно с «Frozen», «Ray of Light», «Drowned World\Subsutute for Love» и «Beautiful Stranger» — «можно использовать в электронных гаджетах, чтобы привлечь пользователей». Slant Magazine дал позитивную оценку, похвалив музыку песни.

## Чарты
В Британии, песня достигла 6-ю позицию и держась в чарте 9 недель. Продано 180,000 копий. Песня вошла в топ 20 Мексики, Канады, Германии, Японии, Нидерландов. А в США достигла 11-й позиции. В Испании, песню дебютировала на 2-й позиции, что сделало песню единственный синглом с альбома, которая не достигла верхней строчки чарта.

## Музыкальное видео

### Предыстория и сюжет
Режиссёром песни стал Мэттью Ролстон. Съемки проходили с 8-10 августа. Видео вышло на MTV 10 сентября. Видео выполнено в голубых и зеленых тонах. Многие поклонники певицы посчитали этот клип самым лучшим за всю карьеру певицы. Примечательно, но Мадонна выбрала локацию съемок в том месте, где снимался клип на сингл «Cherish» с альбома Like a Prayer. В клипе Мадонна играет в шахматы, а потом сбрасывает их со стола резким движением руки со стола, что символизирует конец отношений. Также Мадонна ходит по морю, но не ясно, топится ли она в последней сцене. Любовника Мадонны сыграл будущий актёр культового сериала «Скорая помощь» — Горан Вишнич.

### Противоречие
Хотя видео многим понравилось, но концовка до конца оставалась не ясной. В последней сцене Мадонна уходит глубоко в море, что выглядит как самоубийство. Но с другой стороны, вода может считаться символом возрождения, символом новой жизни. Эта часть видео была взята из другой песни с альбома «Ray of Light» — «Swim». В этой песне есть строчка: «I’m gonna swim to the ocean floor», что в переводе означает: «Я достигну дна океана».

## Трек-лист и формат
US 7" vinyl (7-17160)
US cassette single (9 17160-4)
- A «The Power Of Good-Bye» (Album Version) — 4:10
- B «Mer Girl» — 5:32

US promo CD single (PRO-CD-9499-R)
1. «The Power Of Good-Bye» (Dallas' Low End Mix) — 4:34
2. «The Power Of Good-Bye» (Album Version) — 4:10

US CD single (9 17160-2)
1. «The Power Of Good-Bye» (Album Version) — 4:10
2. «Mer Girl» — 5:32

JP Maxi-CD (WPCR-2297)
AU Maxi-CD (9362 44591 2)
1. «The Power Of Good-Bye» — 4:13
2. «The Power Of Good-Bye» (Dallas' Low End Mix) — 4:34
3. «The Power Of Good-Bye» (Luke Slater’s Super Luper) — 8:45
4. «The Power Of Good-Bye» (Luke Slater’s Filtered Mix) — 6:07
5. «The Power Of Good-Bye» (Fabien’s Good God Mix) — 8:22

EU 12" vinyl (9362 44590 0)
- A1 «The Power Of Good-Bye» (Dallas' Low End Mix) — 4:34
- A2 «The Power Of Good-Bye» (Luke Slater’s Super Luper) — 8:45
- B1 «The Power Of Good-Bye» (Fabien’s Good God Mix) — 8:22
- B2 «The Power Of Good-Bye» (Album Version) — 4:10

EU CD single (9362 17121 9)
1. «The Power Of Good-Bye» (Album Version) — 4:10
2. «Little Star» — 5:18

UK promo CD single (W459CDDJ)
1. «Little Star» — 5:18

UK Maxi-CD (9362 44598 2)
GR CD single (9362 44592-2)
1. «The Power Of Good-Bye» (Album Version) — 4:10
2. «Little Star» — 5:18
3. «The Power Of Good-Bye» (Dallas' Low End Mix) — 4:34

## Чарты
| Чарт(1998—1999)                     | Высшая позиция |
| ----------------------------------- | -------------- |
| Австралия (ARIA)                    | 33             |
| Австрия (Ö3 Austria Top 40)         | 4              |
| Бельгия/Фландрия (Ultratop 50)      | 31             |
| Бельгия/Валлония (Ultratop 50)      | 20             |
| Канада (RPM Top Singles)            | 16             |
| Канада (RPM Adult Contemporary)     | 13             |
| Europe (European Hot 100 Singles)   | 2              |
| Финляндия (Suomen virallinen lista) | 4              |
| Франция (SNEP)                      | 21             |
| Германия (GfK)                      | 4              |
| Hungary (Mahasz)                    | 6              |
| Iceland (Íslenski Listinn Topp 40)  | 2              |
| Ирландия (IRMA)                     | 23             |
| Italy (Musica e dischi)             | 12             |
| Нидерланды (Dutch Top 40)           | 6              |
| Нидерланды (Single Top 100)         | 7              |
| Новая Зеландия (Recorded Music NZ)  | 25             |
| Шотландия (Scottish Singles Chart)  | 5              |
| Spain (AFYVE)                       | 2              |
| Швеция (Sverigetopplistan)          | 3              |
| Швейцария (Schweizer Hitparade)     | 8              |
| Великобритания (UK Singles Chart)   | 6              |
| Великобритания (UK Dance Chart)     | 39             |
| США (Billboard Hot 100)             | 11             |
| США (Billboard Adult Contemporary)  | 14             |
| США (Billboard Adult Top 40)        | 40             |
| США (Billboard Mainstream Top 40)   | 18             |

| Чарт(1998)                       | Позиция |
| -------------------------------- | ------- |
| Canada Adult Contemporary (RPM)  | 99      |
| Germany (Official German Charts) | 79      |
| Netherlands (Dutch Top 40)       | 89      |
| Sweden (Sverigetopplistan)       | 43      |

| Чарт(1999)                        | Позиция |
| --------------------------------- | ------- |
| Canada Adult Contemporary (RPM)   | 100     |
| Europe (European Radio Top 100)   | 68      |
| Germany (Official German Charts)  | 89      |
| US Adult Contemporary (Billboard) | 41      |

## Сертификации
| Регион | Сертификация | Продажи  |
| --- | ------------ | -------- |
| Австрия (IFPI Austria) | Золотой      | 25 000*  |
| Франция | —            | 77,000   |
| Германия (BVMI) | Золотой      | 250 000^ |
| Швеция (GLF) | Золотой      | 15 000^  |
| Великобритания (BPI) | Серебряный   | 200 000  |
| * Данные о продажах приведены только на основе сертификации. · ^ Данные о тиражах приведены только на основе сертификации. · Данные о продажах + прослушиваниях приведены только на основе сертификации. |              |          |

## Релиз
| Страна | Дата             |
| ------ | ---------------- |
| США    | 22 сентября 1998 |
| Европа | 16 ноября 1998   |
| Япония | 26 ноября 1998   |